# Явних проявів немає
«Явних проявів немає» — повнометражний документальний фільм української режисерки Аліни Горлової, присвячений Дню захисника України.
Посідає 75-80-у[уточнити] позицію у списку 100 найкращих фільмів в історії українського кіно.

## Сюжет
Фільм розповідає нам про героїв України. Про те, що залишається за лаштунками опублікованого відеоматеріалу, про українських воїнів та життя, коли війна закінчується і починаються змоги повернутися до нормального життя. Історія про жінку, яка щойно повернулася з війни, та її шлях реабілітації.
«Явних проявів немає» — це фраза, яку військові часто чують в районних та обласних лікарнях, куди приходять з психологічними травмами, потребуючи допомоги. Але поки на тілі немає фізичних ушкоджень, не лише лікарі, але й суспільство загалом не помічає їхніх проблем. Це історія жінки, яка повертається з війни. Розмовляючи з психологами, борючись із ПТСР та панічними атаками, вона намагається повернутися до нормального життя. Цей документальний фільм показує її шлях від початку реабілітації до повернення на роботу.
Фільм — продовження короткометражної історії, що знімалася в рамках правозахисного проєкту «Невидимий Батальйон»,в якій глядачі вперше побачили Оксану Якубів — заступника командира батальйону з роботи з особовим складом.
Героїня фільму — Якубова Оксана Петрівна, яка пізнала війну дуже близько, вирішивши свого часу піти в АТО замість чоловіка і сина. Проте найважчим для неї стало повернення до мирного життя та спроби подолання посттравматичного синдрому.
Саундтрек — від Ptakh_Jung.

## Нагороди
- 2018 — Приз журі телеканалу «MDR-Mitteldeutscher Rundfunk» за «видатну східноєвропейську стрічку» на Міжнародному фестивалі документального кіно «DOK Leipzig», Лейпциг, Німеччина[2]